# Rosolina Mare
Rosolina Mare è una frazione del comune di Rosolina, sorge nei pressi del Parco del Delta del Po Veneto in provincia di Rovigo e costituisce uno dei principali centri a vocazione turistica del territorio.
Essendo il piccolo centro costituito da attività fondamentalmente legate al turismo, esso è frequentato principalmente durante l'estate; durante il periodo invernale il numero di abitanti  si riduce di molto.

## Geografia fisica

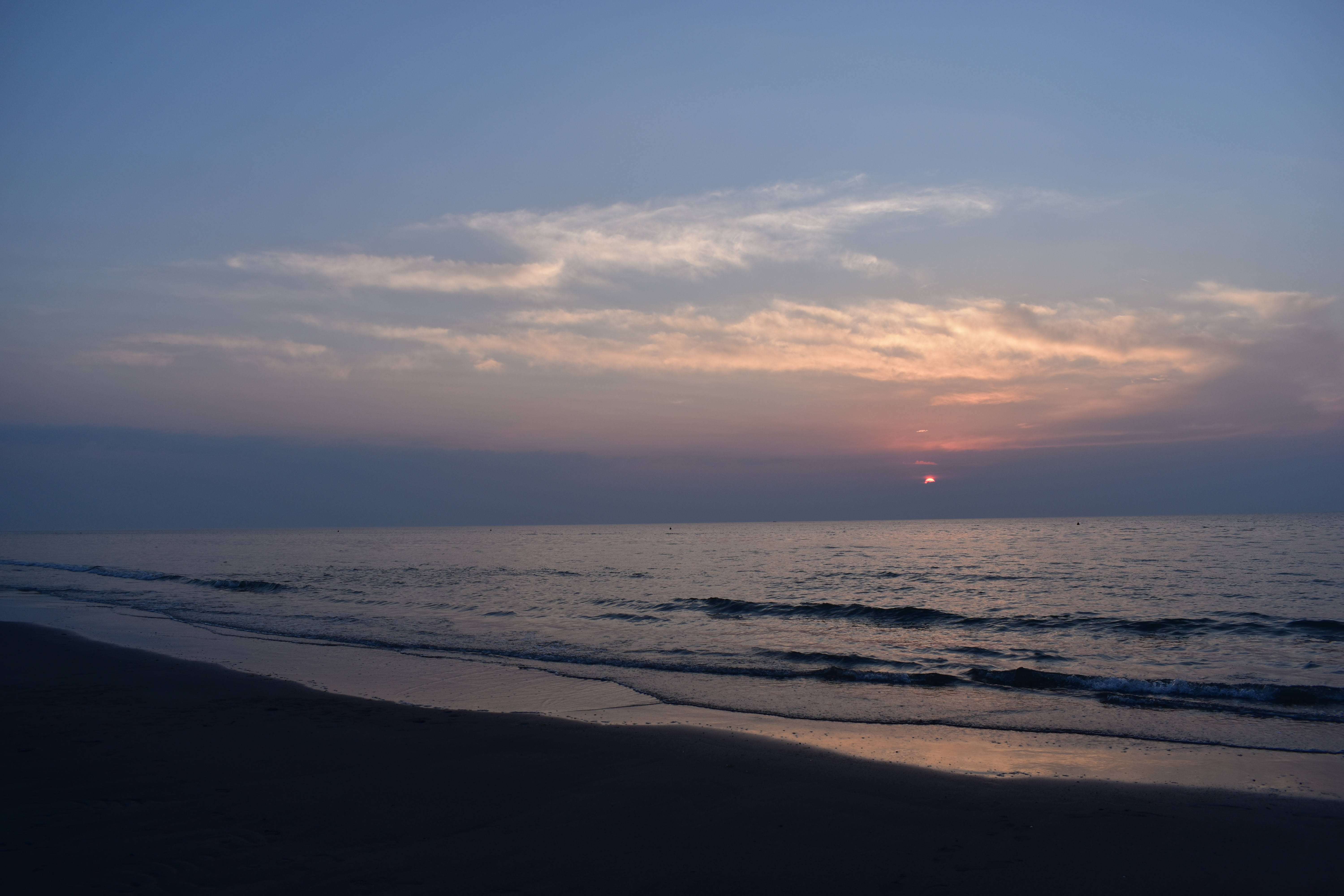
Spiaggia di Rosolina mare all'alba
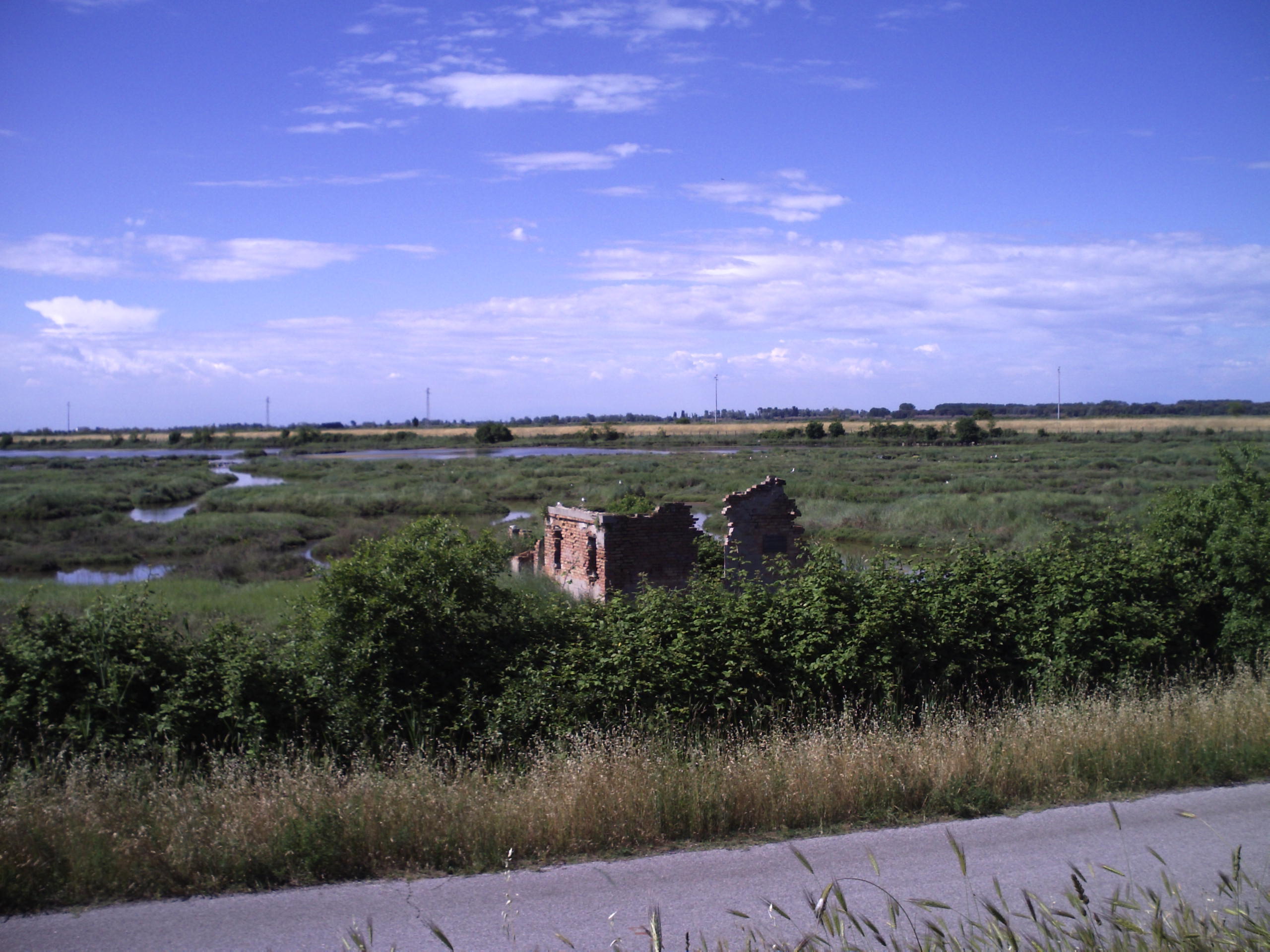
Particolare delle valli e delle lagune retrostanti Rosolina mare
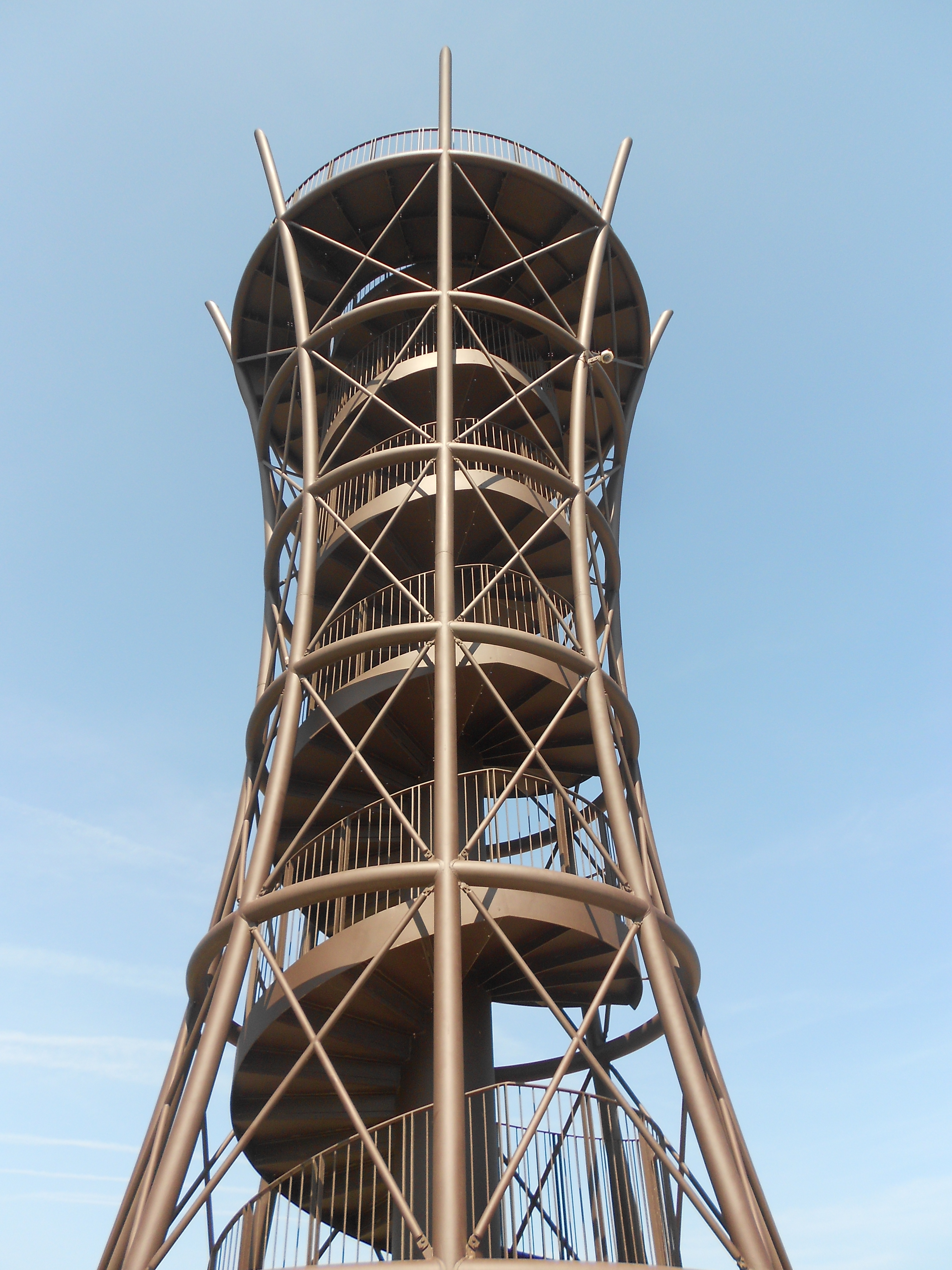
Torre panoramica di osservazione alla foce del fiume Adige

Il territorio è composto da una sottile penisola sabbiosa attraversata da diversi cordoni di dune; è lunga all'incirca 8 km, larga 1–3 km e separa il mare dalle lagune retrostanti. La penisola è lambita a nord dal fiume Adige, la cui foce si trova in località Casoni; l'abitato della frazione è posizionato nella parte centro settentrionale della penisola. La spiaggia si sviluppa su tutta la sua lunghezza;  la pineta, che in alcune zone prende le caratteristiche di lecceta, ricopre la penisola da nord a sud. Nella parte più meridionale, in  località Porto Caleri, sono presenti il Giardino botanico litoraneo di Porto Caleri e la laguna di Caleri, che ospita diversi esemplari faunistici migratori e stanziali.

## Storia
La storia della frazione è legata alla particolare conformazione del territorio, pertanto la sua formazione è avvenuta con l'apporto nei secoli dei sedimenti dei due fiumi vicini, il Po e l'Adige; in particolare, in località Boccavecchia vi era un tempo la foce di un antico ramo del Po chiamato Po di Tramontana. I primi insediamenti sul luogo sono da datarsi agli anni '50 e '60, con attività dedicate alla pesca e successivamente anche  al turismo.

## Infrastrutture e trasporti
Rosolina Mare è raggiungibile dalla SP 65, una diramazione della Strada statale 309 Romea che dalla frazione Volto si snoda verso est seguendo quasi uniformemente il corso del fiume Adige discostandosene solo nell'ultimo tratto. Confina a nord con Isola Verde, frazione del comune di Chioggia e a sud con l'Isola di Albarella.